# أحمد صلاح المهدي
أحمد صلاح محمود محمد (ولد 1 أكتوبر 1991م)، كاتب ومترجم مصري من مواليد مركز الغنايم بمحافظة أسيوط، يشتهر بكتابته في أدب الفانتازيا والخيال العلمي وأدب الأطفال واليافعين. وكذلك ترجم العديد من روايات الرعب والفانتازيا والخيال العلمي. له عدة مقالات نقدية على مواقع ومنصات عربية وأجنبية مثل نون بوست والمحطة وقناة الميادين ومجلة شجون عربية ومدونة الأدب العربي باللغة الإنجليزية.  

## النشأة
ولد في محافظة أسيوط وقضى بها عشر سنوات من عمره، قبل أن ينتقل مع أسرته للعيش في محافظة الجيزة في العاشرة من عمره. تخرج في كلية الآداب قسم اللغة العربية بجامعة القاهرة سنة 2014. بدأ مشواره الأدبي بنشر قصص الأطفال في مجلة فارس المصرية، ثم كتاب الأرنب الشجاع الذي صدر عن دار أصالة بلبنان في أغسطس 2016، تلاها أولى روايات الكاتب التي تحمل عنوان ريم في سبتمبر 2016. 

## المؤلفات
- ريم: أول رواية نشرت له في سبتمبر 2016 عن دار الكنزي للنشر والتوزيع بمصر، وهي رواية تمزج بين الفانتازيا والرعب مع عناصر من الحكايات الشعبية والأوروبية. ترجمت إلى الإنجليزية تحت اسم Reem: Into The Unknown ونشرت بالإنجليزية في مايو 2019. [4]

- ملاذ: مدينة البعث: نشرت في سبتمبر 2017 عن دار الكنزي للنشر والتوزيع بمصر، وهي رواية من أدب ما بعد الكارثة أحد فروع الخيال العلمي، تدور أحداثها بمصر في المستقبل البعيد، بعد حرب عظمى أدت لدمار الحضارة على كوكب الأرض، وارتداد البشر إلى البدائية، وارتداد بعضهم لعبادة الآلهة القديمة. في شمال مصر تأسست مدينة جديدة تدعى ملاذ، ويظهر البطل قاسم في هذه البيئة بهواية غريبة وهي التنقيب عن آثار حضارة ما قبل الكارثة. تُرجمت الرواية بالانجليزية تحت اسم Malaz: City of Resurrection من ترجمة د. عماد الدين عيشة ونُشرت في مايو 2021، وترجمت إلى الإيطالية تحت اسم Malaz. La città della rinascita من ترجمة باربرا بينيني ونُشرت في 25 يونيو عن دار Atmosphere Libri Casa Editrice الإيطالية.[5][6]

- الشتاء الأسود: نشرت في يناير 2018 عن دار آمنة للنشر والتوزيع بالأردن، وهي رواية أخرى من أدب ما بعد الكارثة، تحكي قصة الحرب النووية المدمرة التي أدت إلى انهيار الحضارة في ملاذ. تدور أحداث الرواية في مصر في أعقاب الحرب العالمية النووية، حيث يتصاعد الغبار والدخان الناتج عن الانفجارات النووية إلى طبقات الجو العليا فيحجب أشعة الشمس مما يؤدي إلى دخول الأرض في حقبة من الظلام والثلج والاشعاعات النووية، أو ما يسمى علميًا باسم الشتاء النووي.[7]

- البرديات الإغريقية: مبعوث مورفيوس: نشرت في يناير 2019 عن دار سما للنشر والتوزيع بمصر، وهي رواية من أدب الفانتازيا تتحدث عن اكتشاف أطلال مدينة فرعونية قديمة يؤدي إلى كشف أثري فريد من نوعه، وتظهر العديد مثل الجماعات السرية من الخيميائيين والنيكرومانسر لتتقاتل على هذا الاكتشاف. يمزج الكاتب في الرواية بين الميثولوجيا الفرعونية والإغريقية وبين أفكاره الخيالية الخاصة. [8]

- المرآة المهجورة: نشرت في يناير 2020 عن دار البشائر للنشر والتوزيع بمصر، وهي رواية من أدب الفانتازيا لليافعين، تتحدث عن مرآة تأخذ الطفلين فارس وفرح من قرية ريفية يقضيان فيها العطلة الصيفية مع والديهما، إلى مكان خيالي يدعى غابة الشفق حيث توجد جنيات، وحيوانات متكلمة، ومردة، وأقزام، وساحرة، وتجد فرح نفسها في رحلة بحث عن أخيها في هذا العالم السحري الجديد.
- لعنة جانب التل: نشرت في يناير 2024 عن دار كيان للنشر والتوزيع بمصر، وتنتمي الرواية إلى أدب الفانتازيا، وتتحدث الرواية عن قرية صغيرة على حافة العالم تُدعى جانب التل. بطل الرواية بارسينو شاب أمهق، منبوذ من قاطني القرية حيث يعتقدون أنه قد وُلد دون مباركة الشمس، لذا يطلقون عليه لقب طفل اللعنة. يحيط بهذه القرية غابة شاسعة من أشجار عملاقة، تمتد حتى نهاية العالم، أو هكذا يعتقد قاطنو القرية، الذين يخافونها كما يخافون الأطلال الحجرية التي لا يعرفون أصلها، أو ما تعنيه الطلاسم المنقوشة عليها. يسعى بارسينو لكشف غموض الغابة، والأطلال الحجرية العتيقة، والحطاب العجوز الذي يدخل غابة الظلال لجلب الحطب دون أن يخشى الأخطار الكامنة فيها.
- أبناء القيامة: نشرت في يناير 2025 عن دار كيان للنشر والتوزيع بمصر، وتنتمي إلى أدب ما بعد الكارثة، وهو فرع من الخيال العلمي. تتحدث الرواية عن عالم دمرت الحرب النووية غلافه الجوي، حيث تشكل الشمس تهديدًا قاتلًا لكل الكائنات الحية في ظل صيف نووي قاسٍ. يعيش بطل الرواية عمر في ملجأ آمن تحت الأرض. مدفوعًا بفضول لا يُشبع ورغبة ملحة في استكشاف العالم خارج الملجأ، يخرج إلى أطلال القاهرة ليجد نفسه عالقًا في صراع شرس بين جماعات سرية تسعى للسيطرة على تكنولوجيا يمكنها أن تحدد مصير البشرية.

## الترجمات
بجانب المؤلفات فقد ساهم أحمد صلاح المهدي بترجمة العديد من الروايات والقصائد وكتب الكومكس من الإنجليزية إلى العربية.

## الروايات والمجموعات القصصية
- الإله العظيم بان، تأليف آرثر ماكين عن دار إبداع للنشر والتوزيع بمصر 2017.
- الوينديجو، تأليف ألجرنون بلاك وود عن دار إبداع للنشر والتوزيع 2018.
- آلهة بيجانا، تأليف لورد دونساني عن دار وسوم للنشر والتوزيع بمصر 2018.
- كتاب التنانين، تأليف إديث نيسبت (بالتعاون مع يوسف إبراهيم عيسى) عن دار آمنة للنشر والتوزيع بالأردن 2019.
- غزاة الأحلام، تأليف عمار بوخروفة (جمال جيجي) نشرها المترجم على موقعه الرسمي 2019.
- أميرة وزن الريشة، تأليف جورج مكدونالد عن دار الكنزي للنشر والتوزيع بمصر 2020.
- الهيدرا الرقمية، تأليف عماد الدين عيشة عن دار المكتبة العربية للنشر والتوزيع بمصر 2020.
- كوكب الآلهة، تأليف روبرت مور ويليامز عن دار الكنزي للنشر والتوزيع بمصر 2020.
- فتاة المكتبة، تأليف سيلفيا بيشوب عن دار أشجار للنشر والتوزيع بدبي 2021.
- شيرلوك هولمز: المحقق الملثم، تأليف ديفيد ستيوارت ديفيز عن دار كيان للنشر والتوزيع بمصر 2021.
- القاعدة، تأليف أيزاك أزيموف عن دار كيان للنشر والتوزيع بمصر 2022.
- روح الإمبراطور، تأليف براندون ساندرسون عن دار يتخيلون للنشر والتوزيع بالمملكة العربية السعودية 2022.
- العين بالعين، تأليف أورسون سكوت كارد عن دار يتخيلون للنشر والتوزيع بالمملكة العربية السعودية 2022.
- كيف تكتب الخيال العلمي والفانتازيا، تأليف أورسون سكوت كارد عن دار يتخيلون للنشر والتوزيع بالمملكة العربية السعودية 2022.
- الحوت المفقود، تأليف هانا غولد عن دار أشجار للنشر والتوزيع بدبي 2023.
- عين العالم، الجزء الأول من سلسلة عجلة الزمن، تأليف روبرت جوردن عن دار كيان للنشر والتوزيع بمصر 2023.

- إيلانتريس، تأليف براندون ساندرسون عن دار حكايا للنشر والتوزيع بالمملكة العربية السعودية 2023.

- ستيل هارت، تأليف براندون ساندرسون عن دار الخان للنشر والتوزيع بالكويت 2023.

- الشيطان والمياه المظلمة، تأليف ستيوارت تورتون عن دار الخان للنشر والتوزيع بالكويت 2023.
- دليل الساحر المقتصد للنجاة في إنجلترا القرون الوسطى، تأليف براندون ساندرسون عن دار كيان للنشر والتوزيع بمصر 2024.
- الصيد العظيم، الجزء الثاني من سلسلة عجلة الزمن، تأليف روبرت جوردن عن دار كيان للنشر والتوزيع بمصر 2025.
- القاعدة والإمبراطورية، الجزء الثاني من سلسلة القاعدة، تأليف أيزاك أزيموف عن دار كيان للنشر والتوزيع بمصر 2025.

## كتب الكومكس والروايات المصورة
- القلب والعقل: من حكايات اليَتِّي غريب الأطوار عن مجموعة كلمات للنشر والتوزيع بالشارقة 2017.
- بطل الظل (بالتعاون مع معتز حسانين) عن مجموعة كلمات للنشر والتوزيع بالشارقة 2017.
- اسم المستخدم: إيڤي (بالتعاون مع معتز حسانين) عن مجموعة كلمات للنشر والتوزيع بالشارقة 2017.
- التنين الأخير (نُشرت على بوابة الكومكس Comics Gate) بمصر 2017.
- النضج خرافة: من خربشات سارة عن مجموعة كلمات للنشر والتوزيع بالشارقة 2018.
- القلب والعقل: غريزة باطنية عن مجموعة كلمات للنشر والتوزيع بالشارقة 2018.

## الروايات الصوتية
ترجم أحمد صلاح المهدي عدة روايات صوتية أصلية على منصة ستوريتل السويدية المتخصصة في الكتب الصوتية مثل:
- النجم الأسود، تأليف جسبر إرسجارد وجواكيم إرسجارد 2018.
- داخل الجدران، تأليف لارس أهن 2018.
- الظل الكبير، تأليف رشيكيش جوبت 2018.
- بلاك دولفين، تأليف كريستيان فروست 2019.
- النجم الأسود: الموسم الثاني، تأليف جسبر إرسجارد وجواكيم إرسجارد 2020.
- النجم الأسود: الموسم الثالث، تأليف جسبر إرسجارد وجواكيم إرسجارد 2021.